# Thage Nordholm
Thage Lennart Nordholm, född den 7 juni 1927 i Kramfors, Gudmundrå församling, Västernorrlands län, död den 19 augusti 1990 i Stockholm, var en svensk målare. 
Nordholm var son till skogsarbetaren Karl August Leander Nordholm och Märta Laura Helander. Efter att han arbetat några år som telegrafist studerade han konst vid några konstskolor i Stockholm bland annat vid Åke Pernbys målarskola, han fortsatte därefter sina studier för Ragnar Sandberg vid Kungliga konsthögskolan 1952–1957. Efter skoltiden bedrev han självstudier under resor till bland annat Frankrike, Spanien och Italien. Han debuterade i en utställning tillsammans med Bengt Hegethorn och Per  Wåhlström på Lilla Paviljongen i Stockholm 1956. Separat ställde han bland annat ut i Kramfors 1957 som följdes av separatutställningar på God konst i Göteborg 1958  och 1967  och på Salong Birka i Stockholm 1959 samt på Prins Eugens Waldemarsudde 1983. Tillsammans med Erik Jansson ställde han ut på God konst 1959. Han medverkade i Nationalmuseums utställning Unga tecknare 1957 och Stockholmssalongerna på Liljevalchs konsthall 1958–1959. Nordholm räknas till en av de stora norrländska landskapsmålarna men han målade även porträtt och figurstudier. Han hade sin ateljé i Lappudden i Nordingrå. 
År 1983 gav han tillsammans med Lars Guvå, ut boken Mitt Nordingrå  och 1988 gav han ut Ådalens poesi i ord och bild. Thage Nordholm och Pelle Molin med förord av Astrid Reichwald
En stor konstnärlig utsmyckning av honom finns i Gudmundrå församlingshem i Kramfors. Hans sista akvarell finns på Bollsta Folkets Hus. Från mitten av 1970-talet till slutet av 1980-talet samarbetade Thage Nordholm med textilkonstnären Gunn Leander-Bjurström. Efter förlagor av Nordholm vävde hon sju gobelänger, flertalet i stort format ca 2 x 3 meter och med motiv från Nordingrå. Väven Snölandskap hänger i församlingshemmet i Kramfors och väven Skidspåret hänger i Bollsta Folkets hus.
Nordholm är representerad på Nationalmuseum, Moderna museet, Örebro läns museum, Göteborgs konstmuseum , Bonniers porträttsamling och Örebro läns landsting.
Thage Nordholm är begravd på Nordingrå kyrkogård.